# Pinhel
Pinhel és un municipi portuguès, situat al districte de Guarda, a la regió del Centre i a la subregió de Beira Interior Norte. L'any 2006 tenia 10.182 habitants. Es divideix en 27 freguesias. Limita al nord amb Vila Nova de Foz Côa, al nord-est amb Figueira de Castelo Rodrigo, a l'est amb Almeida, al sud amb Guarda i a l'oest amb Celorico da Beira, Trancoso i Mêda.

## Població
| Població del concelho de Pinhel (1801 – 2004) | Població del concelho de Pinhel (1801 – 2004) | Població del concelho de Pinhel (1801 – 2004) | Població del concelho de Pinhel (1801 – 2004) | Població del concelho de Pinhel (1801 – 2004) | Població del concelho de Pinhel (1801 – 2004) | Població del concelho de Pinhel (1801 – 2004) | Població del concelho de Pinhel (1801 – 2004) | Població del concelho de Pinhel (1801 – 2004) |
| --------------------------------------------- | --------------------------------------------- | --------------------------------------------- | --------------------------------------------- | --------------------------------------------- | --------------------------------------------- | --------------------------------------------- | --------------------------------------------- | --------------------------------------------- |
| 1801                                          | 1849                                          | 1900                                          | 1930                                          | 1960                                          | 1981                                          | 1991                                          | 2001                                          | 2004                                          |
| 10255                                         | 8650                                          | 18774                                         | 18420                                         | 20293                                         | 14328                                         | 12693                                         | 10954                                         | 10436                                         |

## Freguesies
- Alverca da Beira
- Atalaia
- Azevo
- Bogalhal
- Bouça Cova
- Cerejo
- Cidadelhe
- Ervas Tenras
- Ervedosa
- Freixedas
- Gouveia
- Lamegal
- Lameiras
- Manigoto
- Pala
- Pereiro
- Pinhel
- Pínzio
- Pomares
- Póvoa de El-Rei
- Safurdão
- Santa Eufémia
- Sorval
- Souro Pires
- Valbom
- Vale de Madeira
- Vascoveiro